# زاکای ایتسخاگ دیویغا
زاکای ایتسخاگ دیویغا (Zachi (Yitzhak) Dvira عبری: יצחק דבירה) باستان‌شناس اسرائیلی است. او سرپرست پروژهٔ غربالگری حرم شریف است و اولین کسی بود که به اهمیت غربال کردن خاک‌های برداشته شده از حرم شریف توجه کرد. او پروژه‌ای را برای غربال سیستماتیک در این محل آغاز کرد.

## زندگی‌نامه
در سال ۱۹۹۹م. هنگامی که زاکای در دانشگاه بار-ایلاندانشجوی باستان‌شناسی بود، با همکاری هم‌کلاسی خود آران یاردنی و گروهی از دوستانش، بررسی آوارهای ساختمانی را که واقف اسلامی در جریان نمایان ساختن مسجد المروانی (۱۹۹۶–۱۹۹۹) استخراج کرده بود، آغاز کردند. بازرسان اداره آثار باستانی اسرائیل مانع از انجام کار آن‌ها شدند، اما آن‌ها موفق شدند مقداری دادهای فرهنگی را از دپوی نخاله‌ها به دست بیاورند، سپس این داده‌ها را در کنفرانسی در مورد مطالعات جدید دربارهٔ اورشلیم به نمایش گذاشتند. گزارش آن‌ها طوفانی را در سالن کنفرانس به راه انداخت. ادارهٔ آثار باستانی ادعا کرد که آن‌ها سارقان آثار باستانی بودند، اگرچه باستان‌شناسان حاضر از آن‌ها حمایت کردند و به تخریب ساختارهای باستان‌شناسی حرم شریف اعتراض کردند.
چند روز بعد واحد سرقت ادارهٔ آثار باستانی خانهٔ زاکای را تفتیش کرد. وی توسط پلیس دستگیر و به سرقت عتیقه متهم شد. اتهاماتی علیه وی مطرح شد، اما دادگاه این اتهامات را رد کرد.

## مشاغل باستان‌شناسی

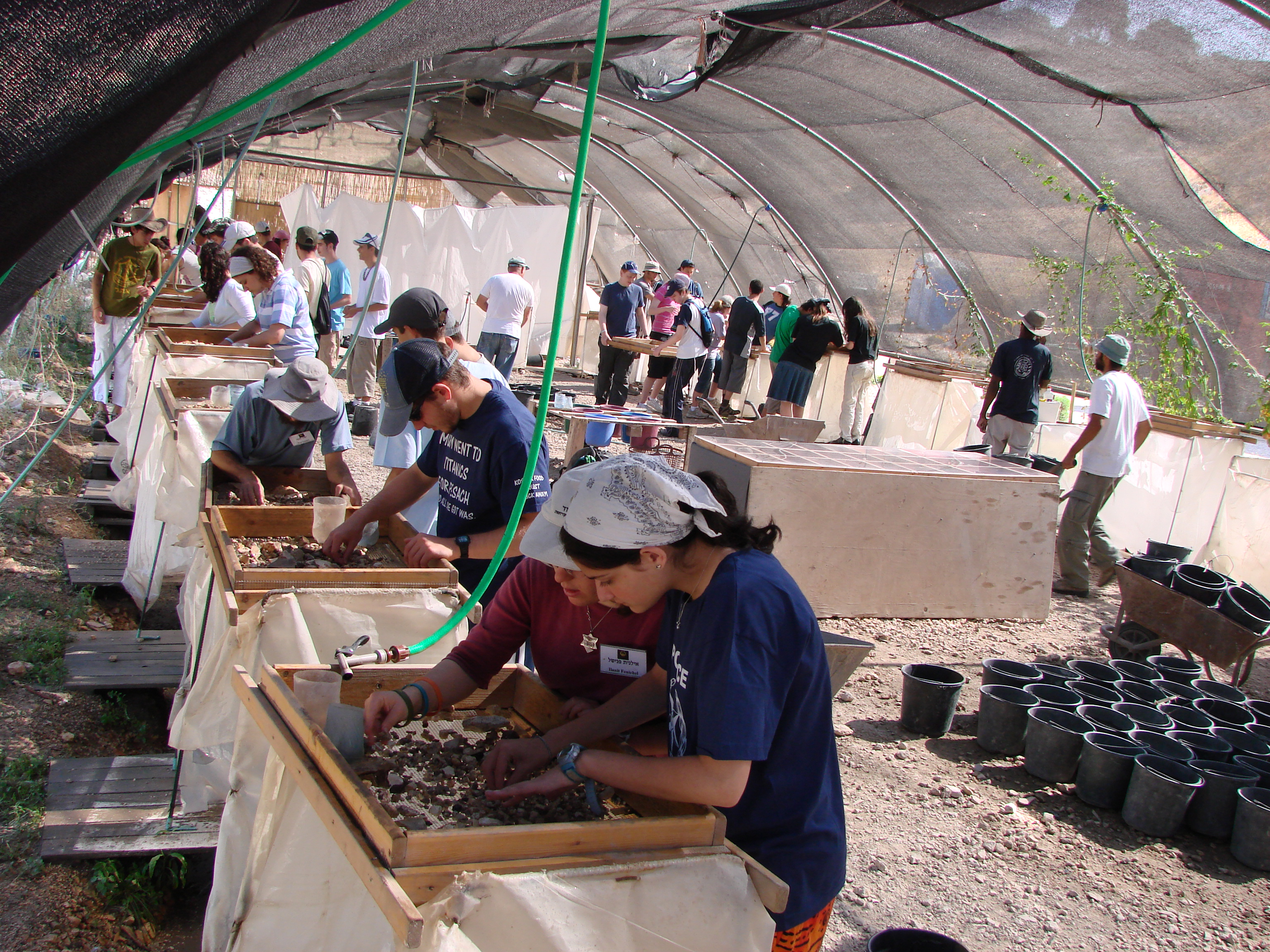
باستان‌شناسان در حال غربال کردن و شستن خاک حرم شریف

### پروژهٔ غربالگری حرم شریف
گابریل بارکای، یکی از باستان شناسان شناخته شدهٔ اسرائیل، به نیروهای زاکای پیوست و با هم پروژه‌ای برای غربال کردن خاک‌های خارج شده از حرم شریف سازمان دادند. از آنجایی که حرم شریف هرگز مورد کاوش علمی باستان‌شناسی قرار نگرفته، آثار باستانی بازیابی شده از آوار، حتی اگر خارج از بستر حقیقی خود باشند، همچنان حاوی اطلاعات ارزشمندی هستند. بیشتر آثار باستانی را می‌توان در مقایسه با آثاری به دست آمده در محوطه‌های باستانی دیگر شناسایی و تاریخ گذاری کرد. زاکای و گروهش به دنبال کسب بودجه برای این پروژه رفتند و ۵ سال تلاش کردند تا موفق به دریافت مجوز برای انجام کاوش باستان‌شناسی در میان نخاله‌ها و غربال آن شدند، بنیاد ایر دیوید پشتیبانی مالی پروژه را بر عهده گرفت. در سال ۲۰۰۴م. آن‌ها موفق به کسب مجوز شدند و ۲۸۵ کامیون آوار (و به روایتی ۴۰۰ کامیون) را به یک زمین خالی در دامنه کوه اسکوپوس اورشلیم منتقل کردند، و در این محل، گروه به سرپرستی زاکای دویغا سطل به سطل خاک و آوار برداشته شده حاصل از کاوش حرم شریف توسط واقف و جنبش اسلامی اسرائیل در بین سال‌های ۲۰۰۱–۱۹۹۶م. را غربال و بررسی کردند.
اولین سکهٔ کشف شده مربوط به اولین جنگ یهودی-رومی بود و قبل از تخریب معبد اورشلیم توسط رومیان در سال ۷۰م. ضرب شده بود. سکه باستانی یهودی که با حروف عبری عبارت «آزادی صهیون» بر روی آن ضرب شده‌است.
با ارزش‌ترین یافتهٔ این پروژه تاکنون احتمالاً اثر مهر سفالی باشد. به نظر می‌رسد که حروف ناقص عبری نام Ge'aliyahu، پسر ایمر را نشان می‌دهد. ایمر نام خانواده‌ای از مقامات معبد است که در Jeremiah 20:1 ذکر شده‌است.
دویغا بقایایی از سازه‌هایی را پیدا کرده که مربوط به دوران بیزانس است، و ظاهراً خط بطلانی است بر ادعای متروک شدن این مکان در آن دوره. مستندات اصلی اما توسط زاکای از آرشیو وزارت عتیقات دولت تحت قیمومیت بریتانیا به دست آمد. تاریخگذاری او با باستان‌شناسان دیگر در تناقض بود. او موزاییک‌های یافت شده توسط همیلتون را به دورهٔ بیزانس منتسب کرد، درحالیکه باستان‌شناسان، پیش از این و در سال ۲۰۱۸م. آن‌ها را بر اساس شباهت با موزاییک‌های به دست آمده از کاوش کاخ اموی III در کنار دیوار جنوبی معبد شریف به دوره امویان منتسب کرده بودند.